# Augaptilus spinifrons
Augaptilus spinifrons är en kräftdjursart som beskrevs av Georg Ossian Sars 1907. Augaptilus spinifrons ingår i släktet Augaptilus och familjen Augaptilidae. Inga underarter finns listade i Catalogue of Life.